# Dream Morning Musume
Dream Morning Musume (ドリーム モーニング娘。), Es un grupo idol japonés femenino, formado por 10 exintegrantes del grupo Morning Musume. Es dirigido por la agencia Up-Front Agency y producido por Tsunku.

## Biografía
El grupo debutó en abril de 2011, con el álbum titulado "Dreams 1", el cual alcanzó la posición número 10, en las listas de oricon semanal, para septiembre de 2011, la agrupación realizó entonces una gira de conciertos por todo Japón. Por otro lado Miki Fujimoto estuvo inactiva durante su embarazo.
El 15 de febrero de 2012, lanzaron su primer single nombrado "Shining Butterfly", obteniendo el lugar número 7 en el ranking oricon de ventas diarias.

## Miembros
Primera generación
- Yuko Nakazawa/  edad actual: 42 años / Con Morning Musume (1997 – 2001)
- Kaori Iida/ edad actual: 34 años/ Con Morning Musume (1997 – 2005)
- Natsumi Abe/  edad actual: 34 años/ Con Morning Musume (1997 – 2004)

Segunda generación
- Kei Yasuda/  edad actual: 35 años/ Con Morning Musume (1998 – 2003)
- Mari Yaguchi/  edad actual: 32 años/ Con Morning Musume (1998 – 2005)

Cuarta generación
- Rika Ishikawa/  edad actual: 30 años/ Con Morning Musume (2000 – 2005)
- Hitomi Yoshizawa / edad actual: 30 años/ Con Morning Musume (2000 – 2007)

Quinta generación
- Makoto Ogawa / edad actual: 28 años/ Con Morning Musume (2001 – 2006)

Sexta generación
- Miki Fujimoto / edad actual: 30 años/  Con Morning Musume (2003 – 2007)

Séptima generación
- Koharu Kusumi/  edad actual: 23 años/ Con Morning Musume (2005- 2009)

## Sencillos
- Shining Butterfly

## Álbumes
- Dreams 1

## DVD
- Dream Morning Musume Concert Tour 2011 Haru no Mai (Sotsugyōsei DE Saikessei)